# Castillo de Petrelë
El Castillo de Petrelë (en albanés: Kalaja e Petrelës) es un castillo situado en Petrelë, municipio de Tirana, en el centro de Albania. Su historia se remonta a los tiempos de Justiniano I. El castillo de Petrelë está situado a 329 metros sobre el nivel del mar.
Tiene una historia rica y cuenta con una torre construida en el siglo VI.
Es uno de los destinos turísticos cercanos a Tirana, por lo que atrae a un gran número de visitantes. El propio castillo, una estructura de madera, es en la actualidad un restaurante. Está colgado de un pedregoso cerro sobre la localidad homónima. Tiene forma triangular con dos torres de observación. A pesar de que su origen se remonta al siglo VI, el actual edificio data del siglo XV.
El castillo de Petrelë formaba parte de un sistema de señalización y defensa del Castillo de Krujë. Los castillos se comunicaban gracias a señales de humo. Durante la guerra de Skanderbeg contra los otomanos, el castillo de Petrelë estaba al mando de Mamica Kastrioti, hermana de Skanderbeg.
El castillo ofrece unas vistas espectaculares del valle de Erzen, de los cerros, los olivares y las montañas circundantes.

## Galería de imágenes

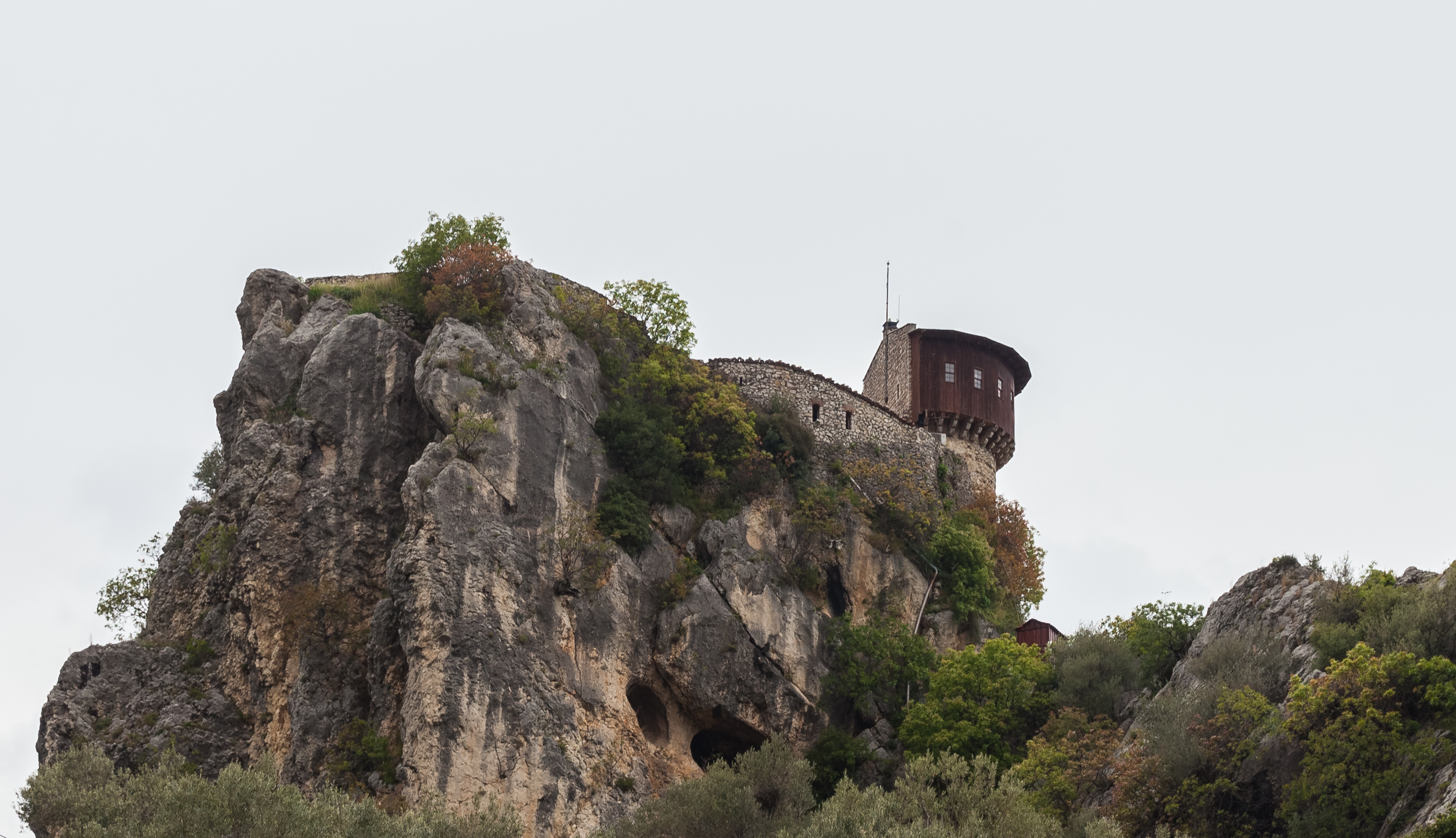
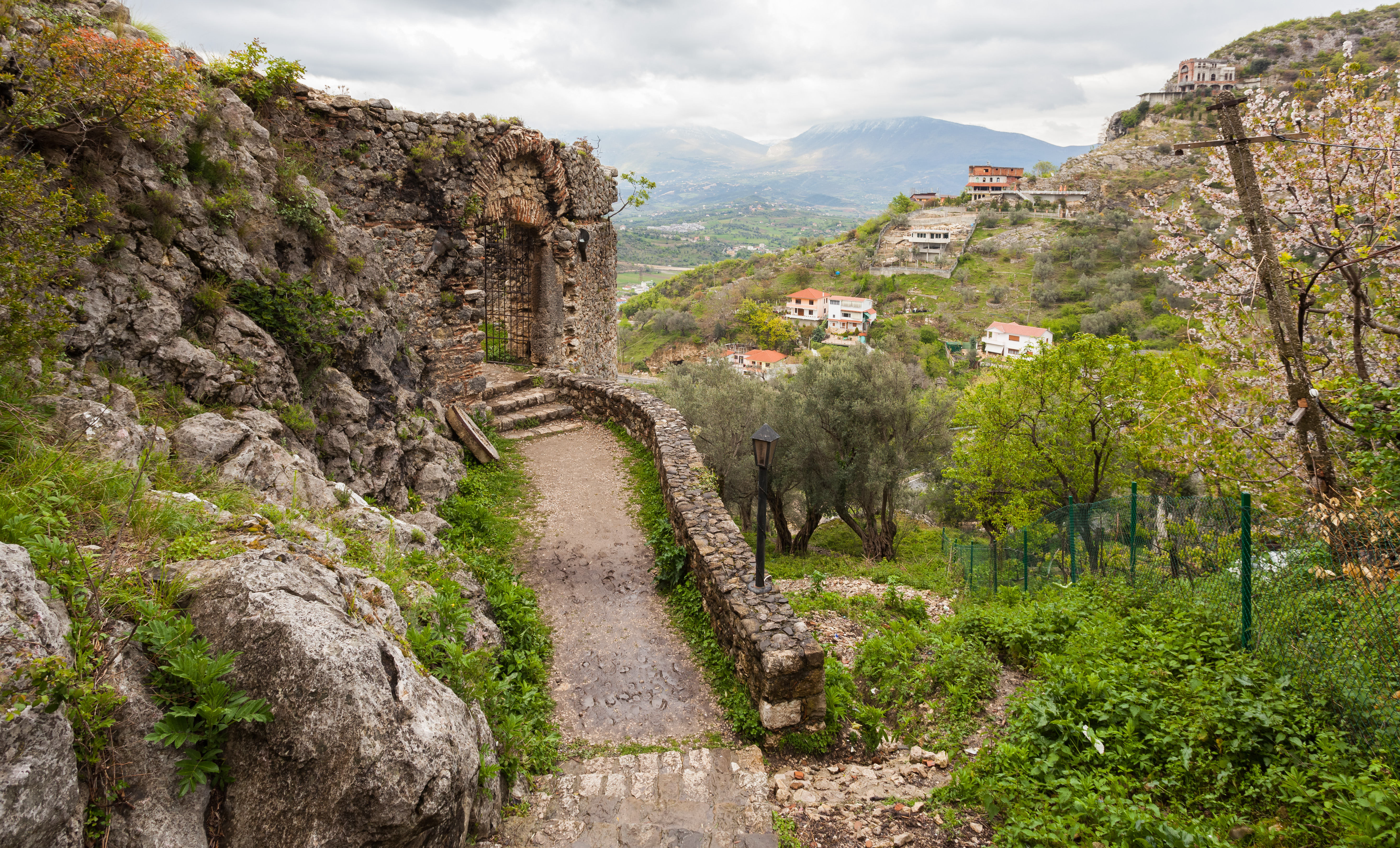
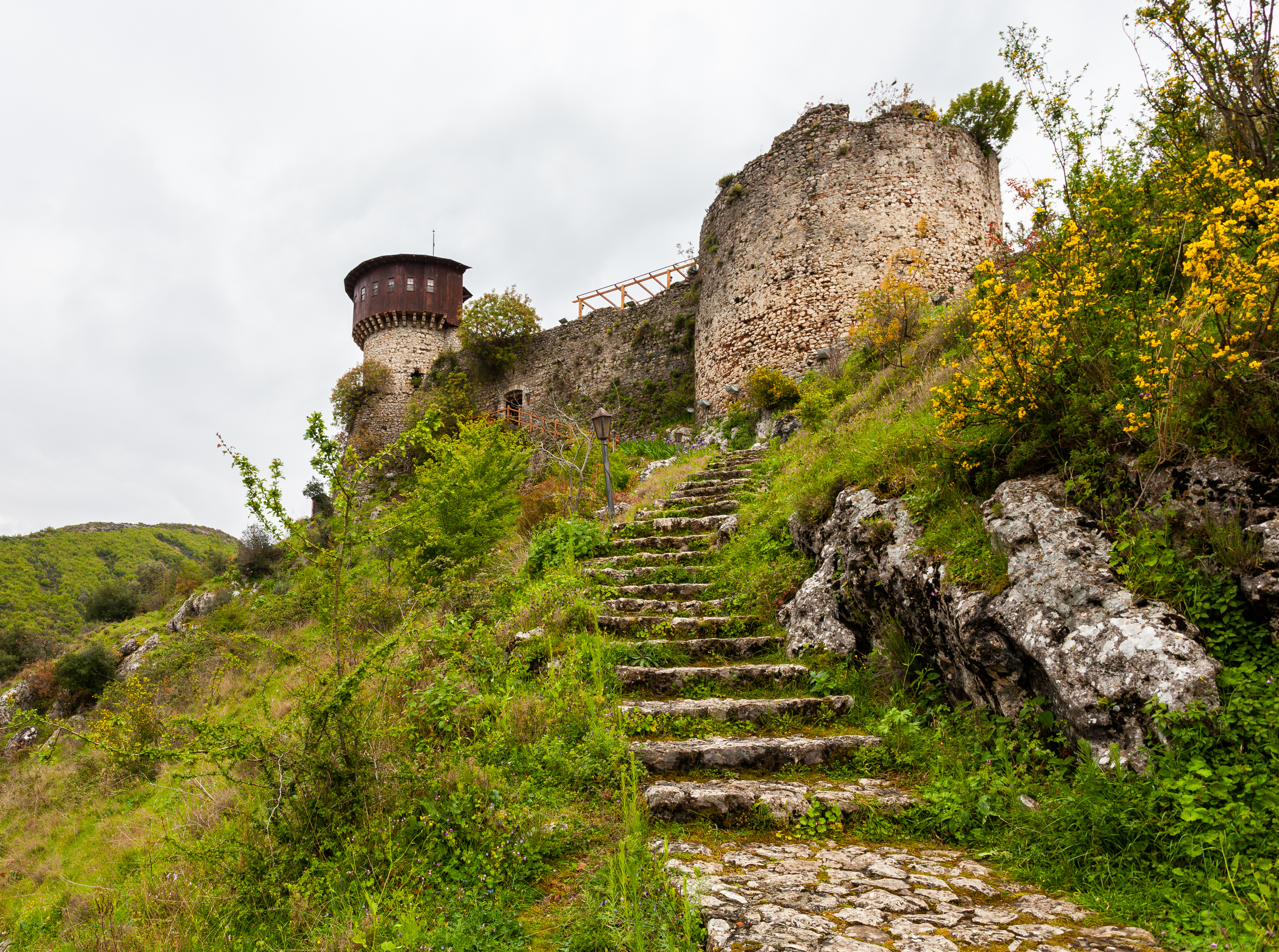
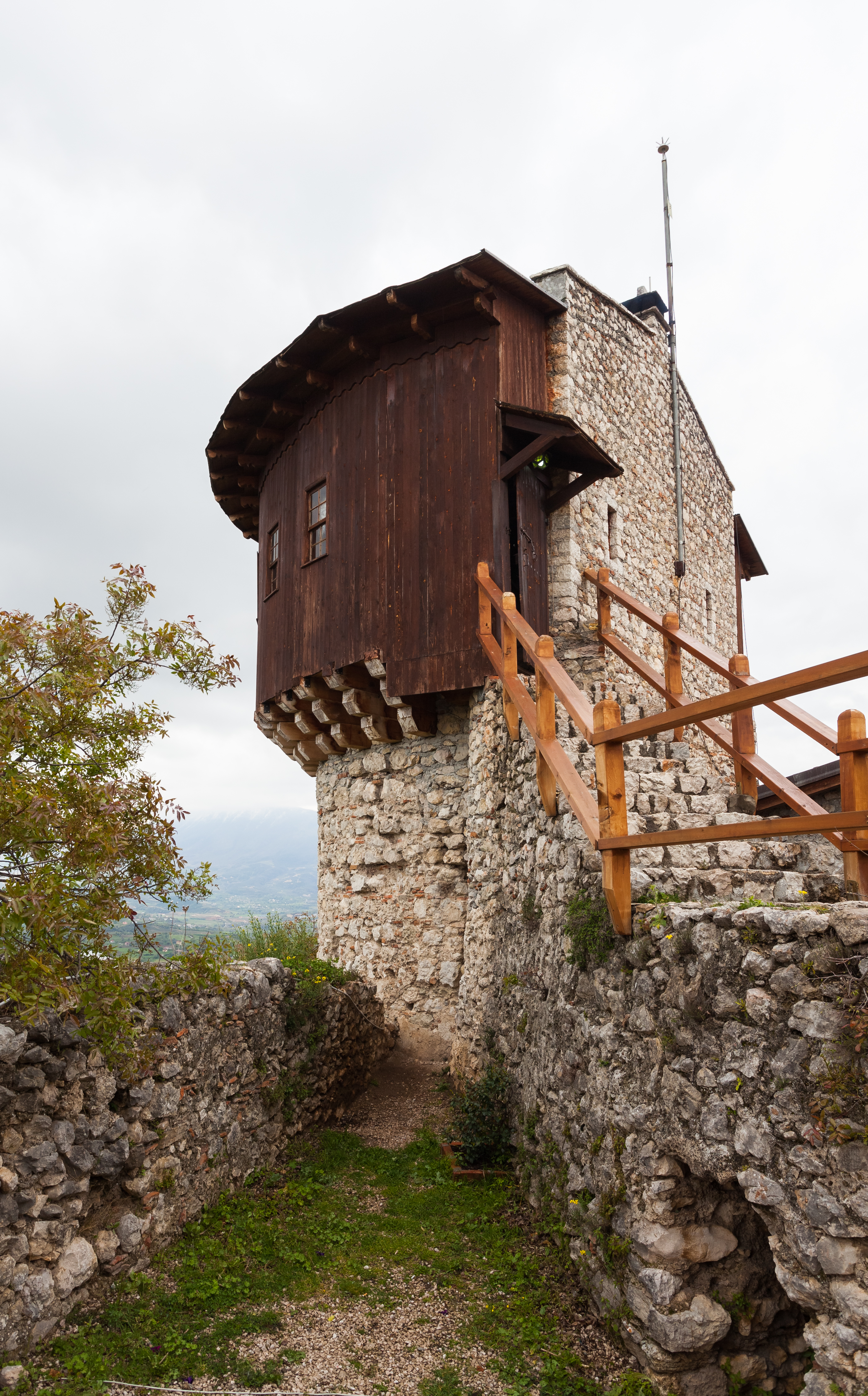
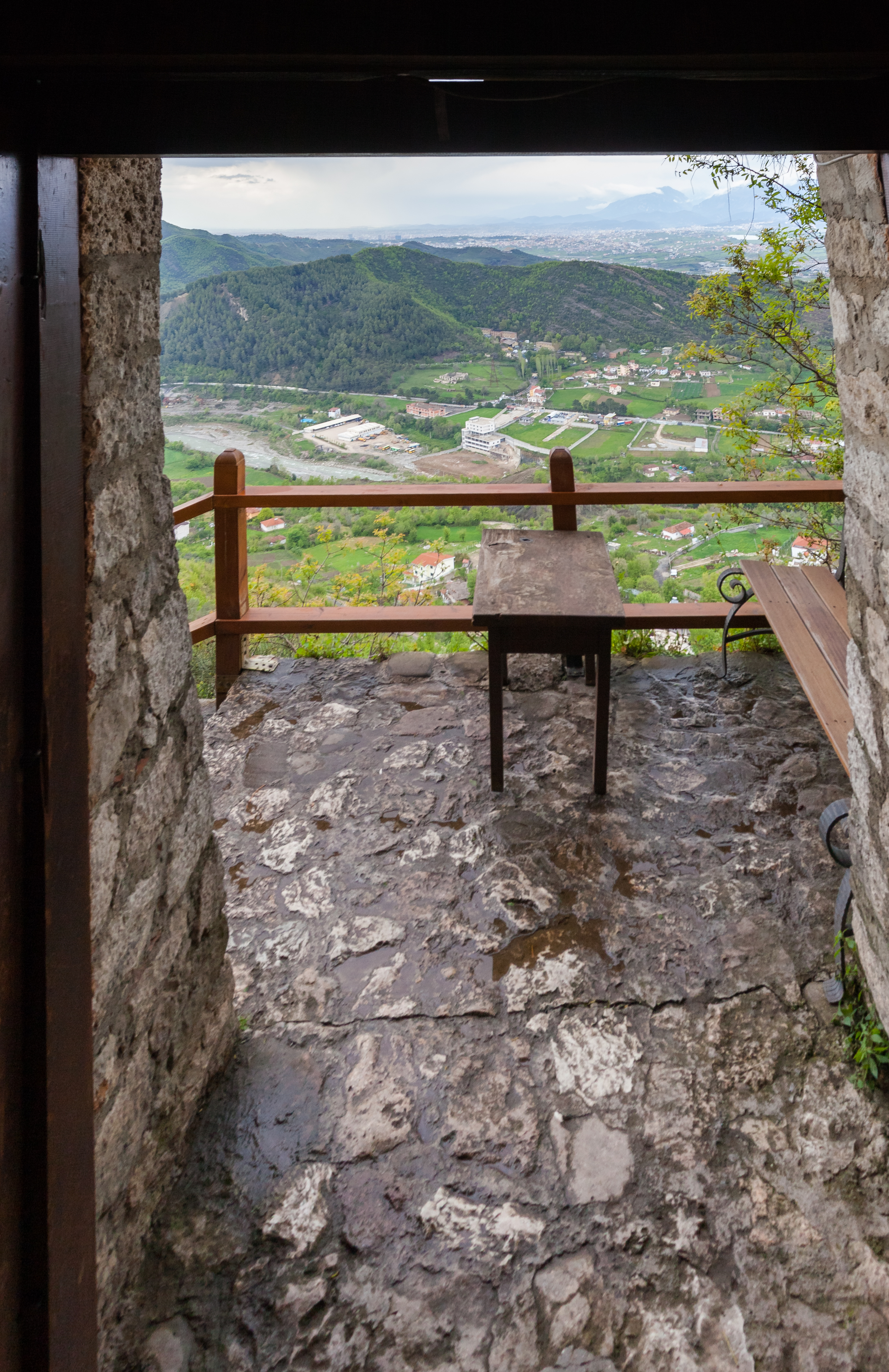
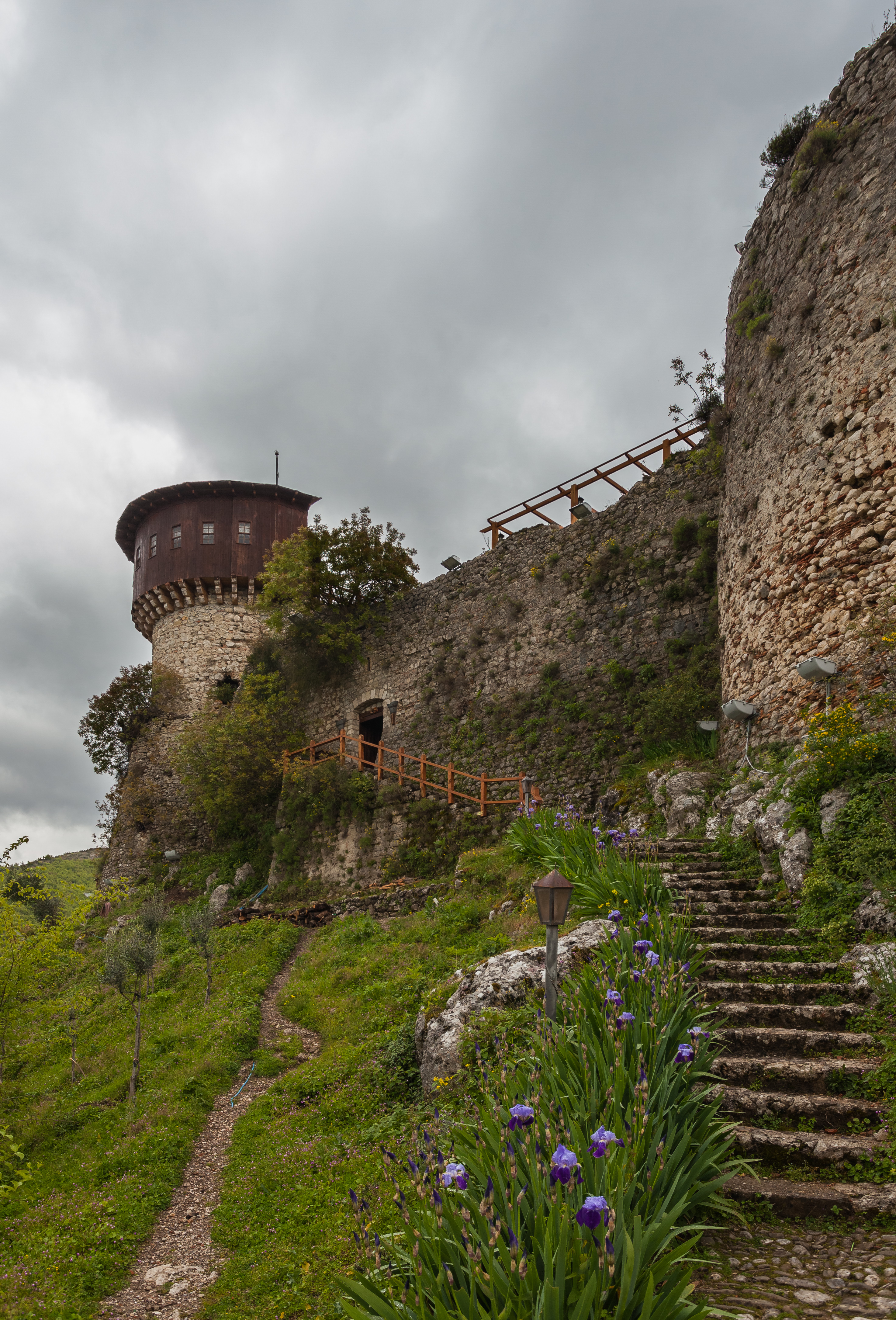